# Yoon Suk-yeol
Yoon Suk-yeol (Aussprache: [jun sʰʌŋnjʌ], * 18. Dezember 1960 in Seodaemun-gu, Seoul) ist ein südkoreanischer Politiker und war von Mai 2022 bis April 2025 Präsident Südkoreas. Zuvor war er ab 2019 Generalstaatsanwalt Südkoreas. Er trat 2022 für die konservative Partei Gungminui-him bei der 20. Präsidentschaftswahl an und wurde im März 2022 mit 48,6 % aller Stimmen zum Präsidenten gewählt. Im Mai 2022 wurde er in seinem neuen Amt vereidigt. Anfang Dezember 2024 rief er überraschend das Kriegsrecht aus. Der dahinter steckende Putschversuch scheiterte aber und Yoon wurde vom Dienst suspendiert. Das Parlament leitete ein Amtsenthebungsverfahren gegen ihn ein, das erfolgreich war: Im Januar 2025 kam er wegen der Vorgänge in Haft, wurde aber im März aufgrund von Verfahrensfehlern freigelassen. Im April 2025 bestätigte das Verfassungsgericht seine Amtsenthebung. Im Mai trat Yoon aus seiner Partei aus und kam damit einem Parteiausschluss zuvor. Seit der Amtsenthebung von Yoon gab es mehrere kommissarische Präsidenten in Südkorea, zuletzt füllte Lee Ju-ho dieses Amt aus; am 3. Juni 2025 wurde der bisherige Oppositionsführer Lee Jae-myung vorgezogen zum neuen Präsidenten gewählt. Anfang Mai wurde gegen den Ex-Präsident Anklage wegen Amtsmissbrauch erhoben. Im Juli 2025 wurde Yoon erneut verhaftet, da die Gefahr bestehe, dass er Beweise vernichte.

## Werdegang

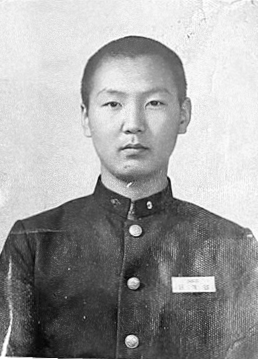
Yoon Suk-yeol (1976)

### Frühe Jahre
Yoon studierte Rechtswissenschaft an der Seoul National University und begann 1994 in Daegu als Staatsanwalt zu arbeiten. Yoon wurde später Leiter der Ermittlungen im Team des Sonderstaatsanwalts Park Young-soo, das die Vorwürfe des Choi-Soon-sil-Skandals 2016 untersuchte, an dem Choi, der stellvertretende Vorsitzende von Samsung, Lee Jae-yong und Präsidentin Park Geun-hye beteiligt waren, die zur Amtsenthebung der Präsidentin führten. Yoon, der sich selbst als konservativ beschreibt, wurde im Juli 2019 von Moon Jae-in zum neuen Generalstaatsanwalt ernannt. Wenig später führte er die Ermittlungen gegen Justizminister Cho Kuk von der Demokratischen Partei, der in der Folge von seinem Amt zurücktrat. Darauf kam es zu Sticheleien und Anschuldigungen zwischen der neuen Justizministerin Choo Mi-ae und Yoon, in deren Folge Yoon letztlich als Generalstaatsanwalt zurücktrat.

### Präsidentschaftswahlkampf
Nachdem er monatelang als möglicher Kandidat für die Präsidentschaftswahl 2022 gegolten hat, verkündete Yoon im Juni 2021 seine Kandidatur um die Nachfolge von Moon Jae-in; dieser hätte die Nation gespalten. Yoon sprach sich für eine Verbesserung der Beziehungen zu Japan aus; wirtschaftspolitisch ist er sehr liberal und verweist auf Milton Friedman und Ludwig von Mises. Er möchte die Kapitalertragsteuer und Erwerbssteuer senken, den Steuerfreibetrag für Investitionen in Kryptowährungen anheben, Regulierungen zur Arbeitssicherheit abschaffen und mehr Flexibilität bezüglich der 52-Stunden-Woche ermöglichen.
Außenpolitisch ist Yoon den USA sehr zugewandt und zeigt sich offen gegenüber weiteren US-Militärbasen im Land. Er strebt einen harten Kurs gegenüber Nordkorea und China an und sprach im Wahlkampf auch von einem möglichen Präventivschlag gegen Nordkorea.
Yoon trat mit antifeministischen Forderungen in den Wahlkampf, wie etwa das Ministerium für Geschlechtergerechtigkeit und Familie abschaffen zu wollen. Dieses würde Männer wie „potenzielle Sexualverbrecher“ behandeln. Er gab dem Feminismus die Schuld an der geringen Geburtenrate und behauptete, Feminismus verhindere „gesunde Beziehungen“ zwischen Männern und Frauen. Seine antifeministische Rhetorik fand vor allem bei jungen Männern Zuspruch. Begünstigt wurde dies durch einen extrem kompetitiven Arbeitsmarkt in Südkorea, bei dem Frauen vor allem als Konkurrenz gesehen werden und sich Männer aufgrund der Wehrpflicht und den dadurch späteren Jobeintritt als benachteiligt ansehen. Ahn Cheol-soo, der später seine eigene Präsidentschaftskandidatur zurückzog, kritisierte sowohl Yoon Suk-yeol als auch Hong Jun-pyo und Lee Jae-myung dafür, ihren Wahlkampf auf junge, wütende Männer mit antifeministischen Parolen auszurichten. Wenige Tage vor der Wahl erklärte Ahn Cheol-soo, der sich ebenfalls um das Amt bewarb, seinen Rückzug und sprach sich für Yoon aus.

#### Kritik und Kontroversen
Im Verlauf des Wahlkampfs wurde immer wieder Kritik an Yoon laut. So wurde ihm unter anderem ein Näheverhältnis zu schamanistischen Praktiken unterstellt. Bei einer Fernsehdebatte Anfang Oktober war auf Yoons linker Handfläche das geschriebene Hanja für das Wort König (王) deutlich zu erkennen. Besonders sein Gegenkandidat in der Vorwahl Hong Jun-pyo sowie die Deobureo-minju-Partei kritisierten dies, da sie das Symbol als einen Hinweis auf Yoons Nähe zum Schamanismus deuteten. Yoon hingegen gab an, dass lediglich einer seiner Unterstützer das Zeichen vor der TV-Debatte auf seine Hand malte und er es nicht rechtzeitig abwaschen konnte. Im Januar 2022 kamen erneut Spekulationen über eine Nähe Yoons zum Schamanismus auf.
Über Chun Doo-hwan sagte Yoon, dass dieser einen guten Job gemacht habe. Dafür wurde er kritisiert, da Chun als Diktator über das Land herrschte und die gewaltsame Niederschlagung des Gwangju-Aufstands in seine Amtszeit fielen. Später entschuldigte er sich für die Aussage. Seine Entschuldigung wurde aber als halbherzig interpretiert, da er kurz darauf auf Instagram ein Foto hochlud, auf dem er seinem Hund einen Apfel gab. Das koreanische Wort für Entschuldigung und Apfel ist ein Homonym und lautet sagwa (사과).
Im September wurde Yoon beschuldigt, die inzwischen unter dem Namen Gungminui-him firmierende Mirae-tonghap-Partei dazu gedrängt zu haben, vor den Parlamentswahlen in Südkorea 2020 Strafanzeigen gegen mehrere regierungsnahe Persönlichkeiten einzureichen, um so die Umfragen zu beeinflussen. Die Vorwürfe wurden erstmals am 2. September von dem internetbasierten Medienunternehmen Newsverse gemeldet, nachdem dieses Informationen von Cho Sung-eun, einer ehemaligen stellvertretenden Vorsitzenden des Wahlausschusses der Mirae-tonghap-Partei während den Parlamentswahlen, erhalten hatte. Später gerieten jedoch sowohl Cho als auch der NIS-Geheimdienstchef Park Jie-won in Verdacht, diese Gerüchte bewusst in Umlauf gebracht zu haben, um Yoon zu schaden.
Seitens des Gewerkschaftsbundes KCTU wird Yoon und seinen Anhängern vorgeworfen, für ihre Zwecke mit rechtsextremen Gruppen zusammenzuarbeiten.

#### Wahlsieg
Bei der Präsidentschaftswahl am 9. März 2022 setzte sich Yoon erfolgreich gegen Lee Jae-myung durch und wurde damit zum Präsidenten gewählt. Er gewann mit einem knappen Vorsprung von knapp 247.000 Stimmen. Er ist damit Südkoreas erster Präsident ohne vorherige politische Erfahrung. Yoon wurde am 10. Mai 2022 als Nachfolger von Moon Jae-in vereidigt. Als Premierminister seiner Minderheitsregierung wählte er Han Duck-soo, der dieses Amt bereits zwischen 2007 und 2009 innehatte.
Seine antifeministischen Forderungen wurden als ein Faktor für den Wahlsieg gesehen. Andere Kommentatoren heben aber auch die Bedeutung seiner Pläne zur Steuersenkung für Immobilien hervor, da Yoon vor allem in teureren Wohngegenden gewählt wurde.

### Präsidentschaft
Anfang Mai, kurz vor seinem Amtsantritt, legte Yoon ein 110-Punkte-Programm vor, mit seinen wichtigsten Aufgaben und Vorhaben. Einige seiner Wahlkampfthemen waren in diesem nicht mehr zu finden, z. B. die Abschaffung des Ministeriums für Geschlechtergerechtigkeit, da das Vorhaben mit der Demokratischen Partei als stärkste Kraft im Parlament realistischerweise nicht umsetzbar sei. Der ehemalige Staatsanwalt Yoon stellte viele weitere Staatsanwälte als Staatssekretäre ein. Einen Tag vor seiner geplanten Haushaltsrede im Parlament führte die Staatsanwaltschaft umstrittene Untersuchungen in der Parteizentrale der Demokraten, der größten Oppositionspartei, durch. Schon im ersten Jahr kam es zu großen Protesten, die den Rücktritt Yoons forderten. Er wurde unter anderem für seine Wirtschaftspolitik kritisiert sowie mit den vielen Korruptionsskandalen um seine Frau (siehe unten) in Verbindung gebracht.

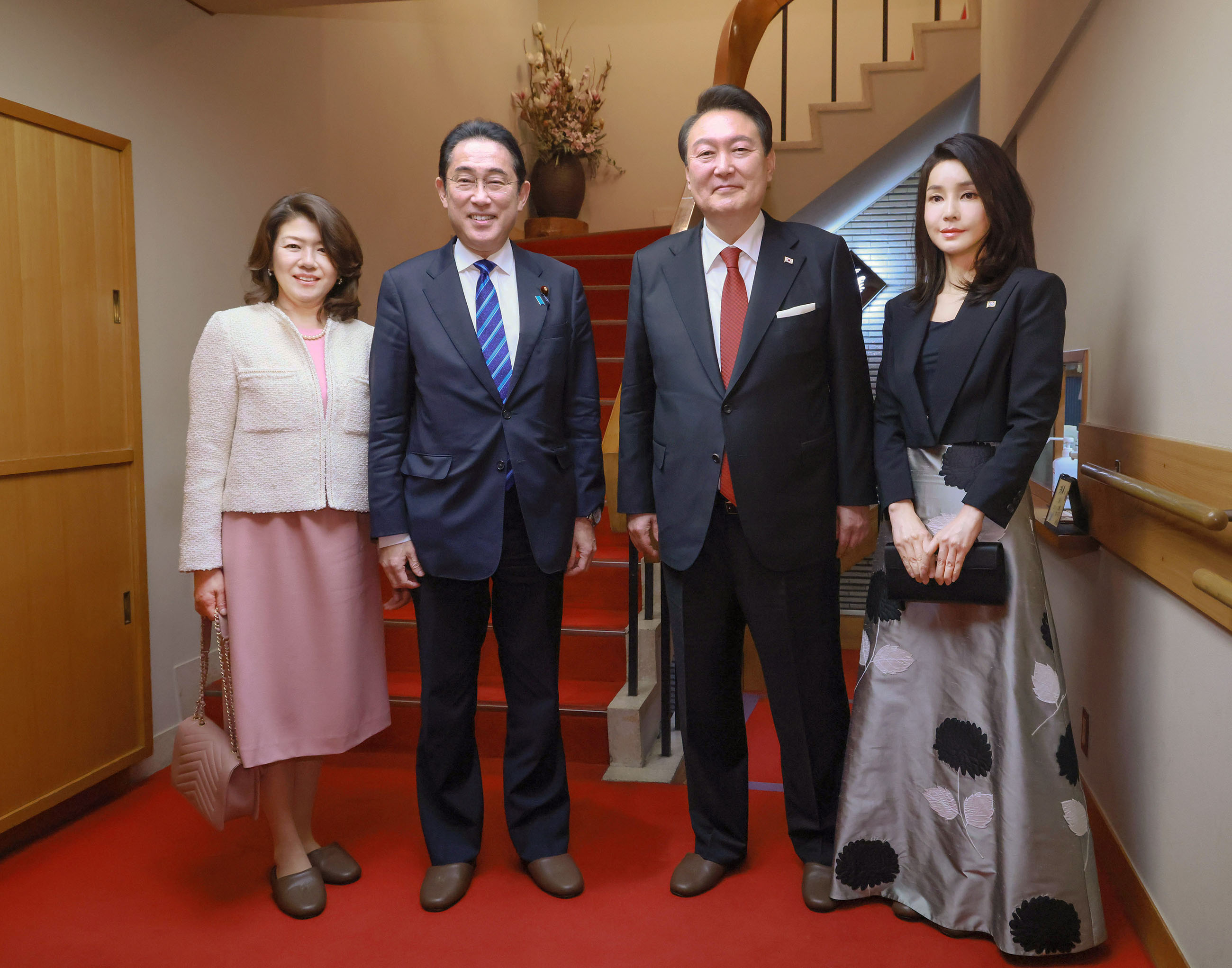
Präsident Yoon zu Besuch beim japanischen Premierminister Kishida im März 2023 (rechts im Bild: Yoons Ehefrau Kim Keon-hee, links: Kishidas Ehefrau Kishida Yuko)

Yoon leitete gemäß seines Wahlversprechens in seiner Präsidentschaft einen historischen Aussöhnungsprozess mit Japan ein und stoppte die Entspannungspolitik gegenüber Nordkorea. Im März 2023 reiste Yoon als erster südkoreanischer Präsident seit 2011 nach Japan, nachdem er in seiner Rede am Gedenktag der Unabhängigkeitsbewegung gegen die japanische Besatzung den einstigen militaristischen Aggressor aus dem Zweiten Weltkrieg als „Partner“ bezeichnete, welcher dieselben universellen Werte teile. Die Aussöhnung der Nachbarn stand vor dem Hintergrund gemeinsamer geopolitischer Herausforderungen, allen voran der Bedrohung durch Nordkoreas Kernwaffenprogramm und der wachsenden militärischen Macht Chinas. 2024 wurde im Zuge seiner Maßnahmen zur Modernisierung koreanischer Behörden die Korea AeroSpace Administration gegründet, mit der Südkorea zu einer führenden Nation im Gebiet der Weltraumforschung aufsteigen möchte.
Am 3. Dezember 2024 rief Yoon in einer Fernsehansprache überraschend das Kriegsrecht aus. Er warf der von Lee Jae-myung angeführten Opposition vor, ihre Mehrheit im Parlament wiederholt dazu zu nutzen, Mitglieder seines Kabinetts anzuklagen und die Verabschiedung der Haushaltspläne seiner Regierung zu blockieren. Dies habe „die Regierung gelähmt“. „Die Nationalversammlung, die das Fundament der freien Demokratie hätte sein sollen“, sei laut Yoon „zu einem Monster geworden, das sie zerstört“. Außerdem würde die Opposition Gelder für die Bekämpfung der Drogenkriminalität und die Aufrechterhaltung der öffentlichen Ordnung zusammenstreichen und damit einen „Zustand des Chaos bei der öffentlichen Sicherheit“ schaffen. Die Verhängung des Ausnahmezustands sei notwendig, um die liberale demokratische Ordnung Südkoreas vor „pronordkoreanischen staatsfeindlichen Kräften“ zu schützen.
Nur wenige Stunden später hob er das Kriegsrecht wieder auf, nachdem alle anwesenden Abgeordneten der Nationalversammlung ihn als Präsidenten dazu aufgerufen hatten. Unter den anwesenden 190 von insgesamt 300 Abgeordneten, die einstimmig den Antrag auf Aufhebung des Kriegsrechts ins Parlament eingebracht hatten, waren auch 18 Abgeordnete von Yoons Regierungspartei. Die Opposition beantragte am Folgetag ein Amtsenthebungsverfahren gegen Yoon. Han Dong-hoon, der Vorsitzende von Yoons eigener Partei, forderte dessen Suspendierung. Yoon entschuldigte sich in einer live übertragenen Fernsehansprache beim Volk für das vorübergehende Verhängen des Kriegsrechts. Die für die Einleitung eines Amtsenthebungsverfahrens nötige Zweidrittelmehrheit wurde bei Parlamentsabstimmung am 7. Dezember 2024 nicht erreicht. Am 9. Dezember 2024 wurde ein Verbot von Auslandsreisen gegen Präsident Yoon Suk-yeol verhängt. Yoon dürfe derzeit das Land nicht verlassen, teilten Vertreter des Justizministeriums bei einer Anhörung in einem Parlamentsausschuss mit. Grund seien die weiteren Ermittlungen gegen den Präsidenten wegen der kurzzeitigen Verhängung des Kriegsrechts durch Yoon. Am 14. Dezember 2024 stimmte das Parlament in Seoul im zweiten Anlauf einem entsprechenden Antrag der Opposition für ein Amtsenthebungsverfahren gegen Präsident Yoon Suk-yeol vor dem Verfassungsgericht zu. Die dafür notwendige Zwei-Drittel-Mehrheit wurde mit 204 Stimmen der 300 Abgeordneten in der Nationalversammlung erreicht. Ministerpräsident Han Duck-soo hatte die präsidialen Amtsgeschäfte übergangsweise übernommen.
Die Ermittlungsbehörden beantragten Haftbefehl gegen Yoon im Zusammenhang mit der Ausrufung des Kriegsrecht durch den zwischenzeitlich suspendierten Präsidenten sowie dessen mehrfachen Nichterscheinens zu staatsanwaltlichen Vernehmungen. Am 31. Dezember 2024 wurde dieser durch das zuständige Gericht in Seoul erlassen. Als Strafverfolgungsbehörden Yoon im Präsidentenpalast verhaften wollten, hinderte sie eine Militäreinheit wie auch der Sicherheitsdienst des Präsidenten daran. Die angeordnete Verhaftung wurde daraufhin nach Angaben des Anwalts von Yoon zunächst ausgesetzt. Vor dem Amtssitz des Präsidenten hatten zudem Anhänger Yoons den Zugang für die Ermittler blockiert. Am 15. Januar 2025 wurde er festgenommen, am 19. Januar kam er in Untersuchungshaft. Infolge dieser Entwicklungen wurde er am 4. April 2025 durch das Verfassungsgericht endgültig des Amtes enthoben.

### Privatleben
Yoon Suk-yeol ist seit 2012 mit der Kunstmanagerin Kim Keon-hee verheiratet. In den letzten Jahren gab es vielerlei Untersuchungen gegen die heutige First Lady Kim, unter anderem wegen Steuerbetrugs, Bestechung und Korruption. Proteste gegen Yoons Präsidentschaft Ende 2022 richteten sich explizit auch gegen sie.